# براکسبورگ (نبراسکا)
براکسبورگ (به انگلیسی: Brocksburg) یک منطقهٔ مسکونی در ایالات متحده آمریکا است که در نبراسکا واقع شده‌است.